# Divčibare
Divčibare (izvirno srbsko Дивчибаре) je mesto v Srbiji, ki upravno spada pod Mesto Valjevo; slednja pa je del Kolubarskega upravnega okraja.

## Demografija
V naselju živi 205 polnoletnih prebivalcev, pri čemer je njihova povprečna starost 48,2 let (46,6 pri moških in 49,5 pri ženskah). Naselje ima 102 gospodinjstev, pri čemer je povprečno število članov na gospodinjstvo 2,30.
To naselje je, glede na rezultate popisa iz leta 2002, večinoma srbsko.
|  |

| Demografija | Demografija     | Demografija     |
| Leto        | Št. prebivalcev | Št. prebivalcev |
| ----------- | --------------- | --------------- |
|             |                 |                 |
|             |                 |                 |
|             |                 |                 |
|             |                 |                 |
| 1948        | 39              |                 |
| 1953        | 43              |                 |
| 1961        | 58              |                 |
| 1971        | 64              |                 |
| 1981        | 172             |                 |
| 1991        | 130             | 130             |
| 2002        | 235             | 235             |
|             |                 |                 |

| Etnična sestava po popisu iz leta 2002 | Etnična sestava po popisu iz leta 2002 | Etnična sestava po popisu iz leta 2002 | Etnična sestava po popisu iz leta 2002 | Etnična sestava po popisu iz leta 2002 |
| -------------------------------------- | -------------------------------------- | -------------------------------------- | -------------------------------------- | -------------------------------------- |
| Srbi                                   | Srbi                                   |                                        | 227                                    | 96,59%                                 |
| Črnogorci                              | Črnogorci                              |                                        | 2                                      | 0,85%                                  |
| Slovenci                               | Slovenci                               |                                        | 1                                      | 0,42%                                  |
| Jugoslovani                            | Jugoslovani                            |                                        | 1                                      | 0,42%                                  |
| Neznano                                | Neznano                                |                                        | 3                                      | 1,27%                                  |